# Jaroslav Plesl (Schauspieler)

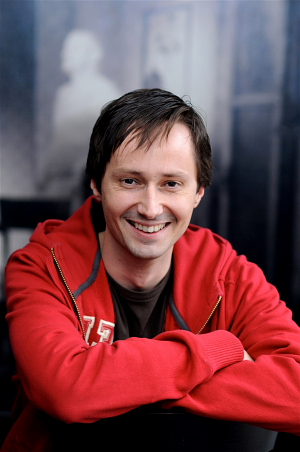
Jaroslav Plesl, 2011

Jaroslav Plesl (* 20. Oktober 1974 in Hradec Králové) ist ein tschechischer Schauspieler.

## Leben
Plesl ist am Theater, in Filmen und im Fernsehen zu sehen. Er lernte Pädagogik an der Střední pedagogické škole in Litomyšl und anschließend an der Janáček-Akademie für Musik und Darstellende Kunst Brünn. Seit dem Jahr 2001 ist er Mitglied der Theatertruppe des Theaters im Prager Stadtteil Dejvice. Sein großes Steckenpferd ist die Geschichte. So moderierte er im Tschechischen Fernsehen die Sendereihe Skryté skovsty (verborgene Pracht) über die Geschichte tschechischer Schlösser.

## Rollen

### Theater
Stadttheater Zlín
- 1999 Ivan Alexandrovič Chlestakov – Nikolaj Vasiljevič Gogol: Revizor
- 1999 Michal – Alois Jirásek: Lucerna
- 2000 Chytrolín – Coline Serreau: Chytrolín a hňup
- 2000 Peregrine (Perry) Potter – Norman Robbins: Hrobka s vyhlídkou
- 2000 Glov mladší – Nikolaj Vasiljevič Gogol: Hráči
- 2001 Lucien – Jean Anouilh: Romeo a Jana
- 2001 Valér – Molière: Lakomec

Činoherní klub Prag
- 2007 Christy Mahon – John Millington Synge: Hrdina západu

Dejwitzer Theater in Prag
- 2001 První voják, První misionář – Gabriel García Márquez: Neuvěřitelný a tklivý příběh o bezelstné Eréndiře a její ukrutné babičce
- 2001 Muž v publiku, Voják z Čečny, Pošťák – Petr Zelenka: Příběhy obyčejného šílenství
- od roku 2002 Miška – Nikolaj Vasiljevič Gogol: Revizor
- 2002 Andrej Prozorov – Anton Pavlovič Čechov: Tři sestry
- 2002 Havlena, obchodník – Miroslav Krobot: Sirup
- 2003 Tamino – Wolfgang Amadeus Mozart: Kouzelná flétna
- 2003 Mladý výběrčí, Lékař – Tennessee Williams: Tramvaj do stanice Touha
- 2004 SEKEC MAZEC
- 2004 Rabín – I.B.S./KFT: Love Story
- 2005 Allen – Karel František Tománek: KFT/sendviče reality®
- 2005 Walter Rosen – Petr Zelenka: Teremin
- 2006 Hamlet – William Shakespeare: Hamlet
- 2006 Eduard – Johann Wolfgang Goethe: Spříznění volbou
- 2007 Kuchař-showman – Doyle Doubt: Černá díra
- 2008 Richard Hannay – John Buchan a Alfred Hitchcock: 39 stupňů
- 2009 Josef – David Jařab: Hlasy
- 2009 Dan – Joe Penhall: Krajina se zbraní
- 2010 Nieminen, Detektiv – Aki Kaurismäki: Muž bez minulosti
- 2010 Muž – MODROVOUS/SUOVORDOM
- 2010 Carl – Patrick Marber: Dealer’s Choice
- 2012 Johnny – Irvine Welsh: Ucpanej systém
- 2013 Konstantin Treplev – Anton Pavlovič Čechov: Racek
- 2014 Karel František Tománek: Kakadu
- 2015 Camillo, Hodnostář, Třetí pán – William Shakespeare: Zimní pohádka,[2]
- 2016 Theodor Holman: Interview, Dejvické divadlo, překlad: Michal Kotrouš, režie: Martin Myšička, hrají: Veronika Khek Kubařová, Jaroslav Plesl, premiéra 3. prosince 2016,[3]
- 2017 Miroslav Krobot, Lubomír Smékal: Honey, společný projekt Dejvického divadla a Cirku La Putyka, režie: Miroslav Krobot, premiéra: 12. listopad 2017,[4][5]
- 2018 Rudy Marek, Vědec – Karel Čapek, Egon Tobiáš a kol.: Absolutno : Kabaret o konci světa,[6]

### Filme
| Jahr | Name des Films                                | Rolle                 |
| ---- | --------------------------------------------- | --------------------- |
| 2006 | Grandhotel                                    | Patka                 |
| 2006 | Pravidla lži                                  | Martin                |
| 2008 | O život                                       | Jiří                  |
| 2009 | Muži v říji                                   | Franta Plesl          |
| 2009 | Hodinu nevíš...                               | Jarda                 |
| 2009 | Dvojka                                        | prodavač              |
| 2009 | Zoufalci                                      | Mirek                 |
| 2010 | Hlava – ruce – srdce                          | Badonyi               |
| 2010 | Největší z Čechů                              | režisér               |
| 2012 | Okresní přebor – Poslední zápas Pepika Hnátka | Lojza Cimfe           |
| 2012 | Čtyři slunce                                  | Jára                  |
| 2012 | Můj vysvlečenej deník                         | třídní Talacek        |
| 2012 | Svlíkání                                      | Dan                   |
| 2012 | Ve stínu                                      | reportér u soudu      |
| 2013 | Díra u Hanušovic                              | Olin                  |
| 2013 | Intimity                                      | Filip                 |
| 2013 | Krásno                                        | Muller                |
| 2013 | Rozkoš                                        | režisér               |
| 2015 | Rodinný film                                  | lékař                 |
| 2016 | Jak se zbavit nevěsty                         | bratr                 |
| 2017 | Kvarteto                                      | Tomáš                 |
| 2018 | Úsměvy smutných mužů                          | Evžen                 |
| 2018 | Toman                                         | Imrich Rosenberg      |
| 2018 | Dvě nevěsty a jedna svatba                    | Jiří                  |
| 2019 | LOVEní                                        | narkoleptik Jaroušek  |
| 2019 | Cena za štěstí                                | Albert Sladký         |
| 2019 | Hodinářův učeň                                | Rodovít               |
| 2020 | Žáby bez jazyka                               | Jaroslav K            |
| 2021 | Zátopek                                       | Vousáč                |
| 2021 | V létě ti řeknu, jak se mám                   | premiér               |
| 2022 | Poslední závod                                | Josef Rossler Ořovský |
| 2022 | Vánoční příběh                                | Karel                 |
| 2022 | Mimořádná událost                             | Ing. Karaivanov       |
| 2022 | Vyšehrad: Fylm                                | Igor                  |
| 2022 | Arvéd                                         | Zenek                 |
| 2023 | Zablácené boty                                | Petr                  |
| 2023 | Přání k narozeninám                           | Richard Kvíčala       |
| 2023 | Život pro samouky                             | manžel                |

### Fernsehen
| Jahr | Name der Sendung                  | Rolle                        | Kategorie                                |
| ---- | --------------------------------- | ---------------------------- | ---------------------------------------- |
| 2005 | Boháč a chudák                    | správce                      | Fernsehfilm                              |
| 2006 | Letiště                           | Ota Dáda                     | Fernsehserie                             |
| 2006 | 3 plus 1 s Miroslavem Donutilem   | Jemelka                      | Sendereihe, Folge: „Vražedné překvapení“ |
| 2007 | Operace Silver A                  | Adolf Opálka                 | Fernsehfilm                              |
| 2007 | Štíty království českého          | moderátor                    | Fernsehserie                             |
| 2007 | Četnické humoresky                | Džery                        | Fernsehserie, Folge: „Klondajk“          |
| 2007 | V hlavní roli                     | Rendl                        | Fernsehfilm                              |
| 2008 | BrainStorm                        | policista                    | Fernsehfilm                              |
| 2008 | Soukromé pasti                    | číšník                       | Fernsehserie, Folge: „Malý terorista“    |
| 2008 | Nebe a Vincek                     | Vincek                       | Fernsehfilm                              |
| 2008 | Zdivočelá země                    | vyšetřovatel                 | Fernsehserie                             |
| 2009 | Zakázaný člověk                   |                              | Fernsehfilm                              |
| 2009 | Nespavost                         | Olin                         | Fernsehfilm                              |
| 2010 | Zázraky života                    | Hlávka                       | Fernsehserie                             |
| 2010 | Dokonalý svět                     | majitel modelingové agentury | Fernsehserie                             |
| 2010 | Kráska a netvor 1950              | Petr                         | Fernsehfilm                              |
| 2011 | Sráči                             | Dan                          | Fernsehfilm                              |
| 2012 | Helena                            | vedoucí provozu Leoš Korous  | Fernsehserie                             |
| 2012 | Kriminálka Anděl                  | Martínek                     | Fernsehserie                             |
| 2012 | Ženy, které nenávidí muže         | soudní lékař                 | Fernsehfilm                              |
| 2013 | Hexenšus                          | Leonard Bullis               | Fernsehfilm                              |
| 2013 | Jirka a bílé myšky                | otec Jirky                   | Fernsehfilm                              |
| 2013 | Škoda lásky                       | Radek                        | Fernsehserie, Folge: „Mokré tričko“      |
| 2014 | České století                     | Václav Klaus                 | Fernsehminiserie                         |
| 2014 | Čtvrtá hvězda                     | kuchař Smutný                | Fernsehserie                             |
| 2014 | Kdyby byly ryby                   | komoří                       | Fernsehfilm (Märchen)                    |
| 2014 | Život a doba soudce A. K.         | advokát Fiala                | Fernsehserie                             |
| 2014 | Nevinné lži                       | Marek                        | Fernsehserie, Folge: „Zrádce“            |
| 2015 | Korunní princ                     | Cecil                        | Fernsehfilm (Märchen)                    |
| 2015 | Reportérka                        | Zeman                        | Fernsehminiserie                         |
| 2015 | Autobazar Monte Karlo             | mechanik Bóďa                | Internetserie                            |
| 2015 | Doktor Martin                     | Norbert Skruža               | Fernsehserie                             |
| 2015 | Kancelář Blaník                   | sám sebe                     | Internetserie, Folge: „Selfíčko s Gerem“ |
| 2015 | Vraždy v kruhu                    | Sváťa Štorch                 | Fernsehserie, Folge: „Smrt nad zlato“    |
| 2015 | Svatojánský věneček               | Wajsman                      | Fernsehfilm                              |
| 2016 | Hlas pro římského krále           | Dobeš z Bechyně              | Fernsehfilm                              |
| 2016 | Zločin v Polné                    | Zdenko Auředníček            | Fernsehfilm                              |
| 2017 | Bohéma                            | Miloš Havel                  | Fernsehserie                             |
| 2017 | Četníci z Luhačovic               | Mikuláš Podhajský            | Fernsehserie                             |
| 2018 | Rašín                             | Edvard Beneš                 | Fernsehfilm                              |
| 2018 | Single Lady                       | právník Jirka                | Internetserie                            |
| 2019 | Zkáza Dejvického divadla          | on sám                       | Fernsehserie                             |
| 2019 | Strážmistr Topinka                | Norbert Skruz                | Fernsehserie, Folge: „Zločin na farmě“   |
| 2019 | Za oponou                         | Kamil Pstroužek              | Internetserie                            |
| 2021 | Zločiny Velké Prahy               | inspektor Budík              | Fernsehserie                             |
| 2021 | Ochránce                          | šéfporadce Pavel Havlík      | Fernsehserie                             |
| 2021 | Polda                             | státní návladní Machek       | Folge: „Dnes zavřeno“                    |
| 2022 | Stíny v mlze                      | Pavel Malý                   | Nebenrolle                               |
| 2022 | Král Šumavy: Fantom temného kraje | Machart                      | Miniserie                                |
| 2022 | Tajemství pana M.                 | profesor Fotosynto           | Fernsehserie                             |
| 2023 | Zlatá labuť                       | Wilhelm Gruber               | Fernsehserie, Nebenrolle                 |
| 2023 | Agrometal                         | Martin                       | Fernsehserie                             |

### Hörfunk
- 2020 – Alois Jirásek: Lucerna (Zajíček)[7]

## Auszeichnungen
- 2007 – Alfréd-Radok-Preis für die Rolle des Christy Mahona, John Millington Synge: Hrdina západu, Činoherní klub Praha
- 2010 – Nominierung für den tschechischen Filmkritikerpreis für die Rolle im Film Největší z Čechů.
- 2012 – Nominierung für den Preis des Böhmischen Löwen für die Rolle im Film Čtyři slunce[8]
- 2014 – Böhmischer Löwe in der Kategorie „Beste männliche Darstellerleistung in einer Nebenrolle“ im Film Díra u Hanušovic[9]